# Indemnité de guerre

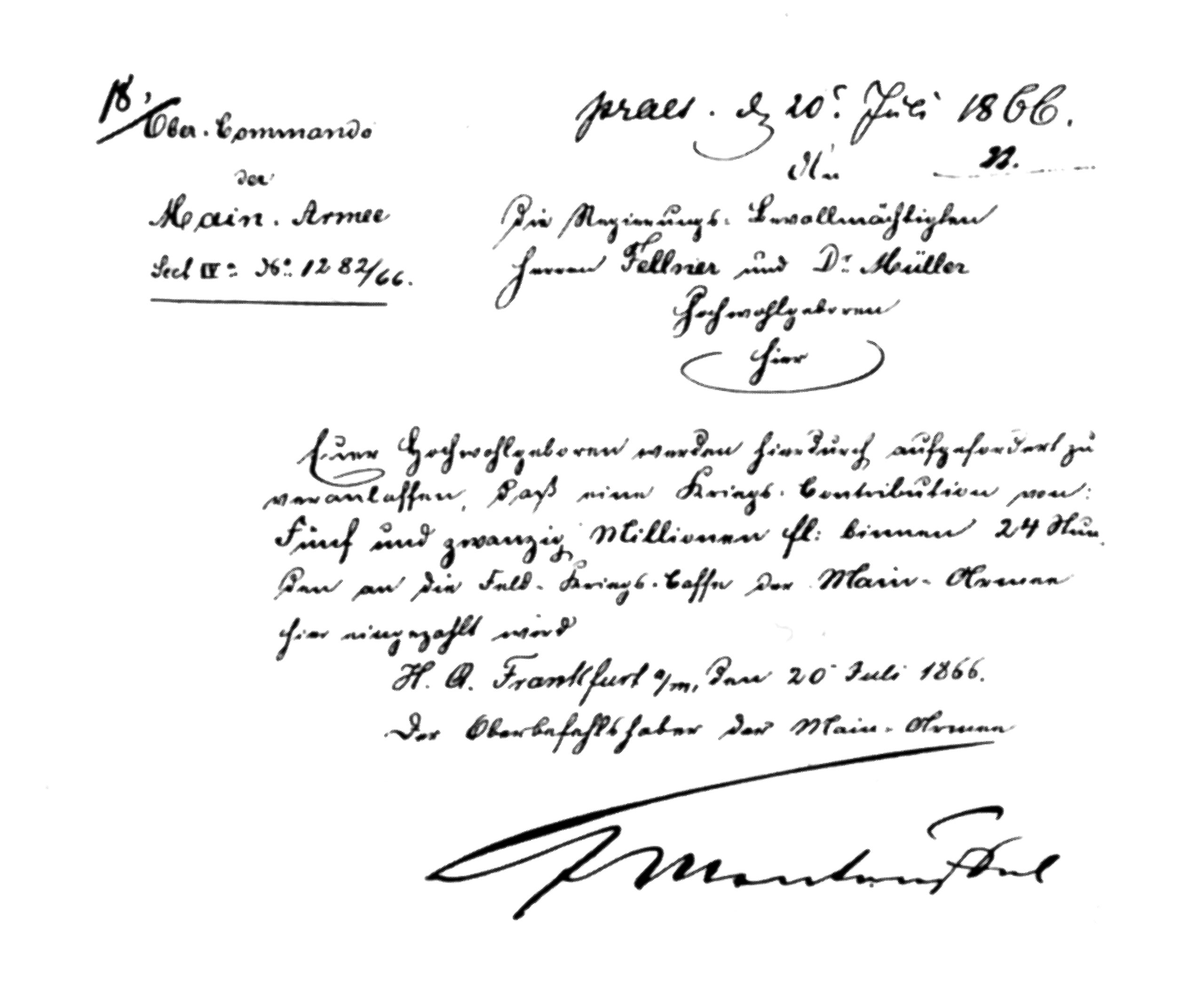
Guerre austro-prussienne : la ville libre de Francfort-sur-le-Main doit payer 25 millions de florins à la Prusse comme indemnité de guerre sous 24 heures (ultimatum du 20 juillet 1866 signé du général prussien Edwin von Manteuffel).

L’indemnité de guerre, parfois appelée réparation, et souvent employé au pluriel (indemnités ou réparations), est une compensation monétaire ou matérielle obtenue (en pratique toujours par le vainqueur) dans le cadre d'un traité de paix, au motif d'un dommage de guerre (frais ou destructions causés par le vaincu au camp des vainqueurs). Généralement, les indemnités de guerre sont de l'argent ou des marchandises, mais il peut aussi s'agir de transferts de propriété, de droits (féodaux, commerciaux, de propriété intellectuelle, etc.), de matériel industriel ou de main d'œuvre pour des travaux de remise en état. Elle peut être échelonnée sur des années et assortie d'une garantie telle que l'occupation d'une partie du territoire du vaincu tant qu'elle n'est pas payée. L'annexion de territoires ou la confiscation de matériel militaire ne sont généralement pas considérés comme une indemnité de guerre.

## Historique
La pratique est trop ancienne pour qu'elle puisse être datée, sans qu'on puisse véritablement faire la différence entre d'une part une rançon ou un tribut que le vainqueur impose pour concéder la paix, et d'autre part une indemnité pour les dommages subis par le vainqueur. Par exemple traité de Lutatius qui clôt la première guerre punique mentionne de lourdes indemnités, mais on ignore quelle part était justifiée par les dommages infligés par les carthaginois.

## Le traité de Tilsit
Il semble que le traité de Tilsit (juillet 1807) est la première fois où le motif avancé pour réclamer une somme au vaincu est explicitement une réparation. La Prusse fut astreinte à payer 100 000 000 de francs, somme censée couvrir les frais de fourniment de l'armée d'occupation française dans les territoires allemands non-alliés.
Territorialement amputé et appauvri, le vaincu d'Iéna s'avéra incapable de payer dès 1810, poussant le ministre Altenstein à envisager la cession de la Silésie à la France. Bientôt mis à l'écart, ce dernier dut céder la place au parti de la revanche contre l'occupant.
Au terme du traité de Paris (1815), la France fut à son tour condamnée à payer à la Sainte-Alliance une indemnité de 700 000 000 de francs-or. C’est l'indemnité de guerre la plus élevée jamais payée par une nation, par rapport à son PIB, selon l'historien économiste François Crouzet. La France la paya intégralement.

## Indemnité de guerre de la guerre franco-prussienne de 1870
Après la guerre franco-prussienne de 1870, la France, qui a déclaré et perdu la guerre, a dû verser un énorme tribut (environ 5 milliards de francs or en trois ans soit 15 % de son PNB) à la Prusse pour la dédommager et lui céder les territoires de l'Alsace (sauf Belfort), une partie de la Lorraine (actuel département de la Moselle) et une petite partie des Vosges (rattachée plus tard au Bas-Rhin) lors du traité de Francfort signé le 10 mai 1871. L'armée prussienne occupa en outre des territoires au nord de la France jusqu'à ce que le dernier franc soit versé. La France réussit à payer cette somme en un peu plus de deux ans et, en septembre 1873, les soldats allemands quittèrent les territoires du Nord occupés.
Pour le tout jeune Empire allemand, cette manne financière fut un cadeau empoisonné : l'afflux de liquidités provoqua une fièvre immobilière à Berlin, déclenchant la Grande Dépression (1873-1896).
La France avait aussi dû concéder à la Prusse, pour le commerce et la navigation, la « clause de la nation la plus favorisée ». La France respecta jusqu'en 1914 l'intégralité des clauses du traité de Francfort. L'appellation « Alsace-Lorraine » (pour la partie du territoire français annexée à cette époque) est trompeuse car il s'agit d'une traduction littérale de l'allemand « Elsass-Lothringen ». L'Alsace-Lorraine annexée correspond donc aux départements actuels du Bas-Rhin, Haut-Rhin et Moselle.

## Indemnité de guerre de la guerre sino-japonaise de 1894-1895
À la suite de la guerre sino-japonaise de 1894-1895, l'empire du Japon reçoit lors du traité de Shimonoseki de la Chine des indemnités d'un montant de 200 millions de tael soit environ 360 millions de yens qui représente trois fois le budget annuel de l'État japonais à cette date. Ce transfert d'or apporte suffisamment de réserves pour que le Japon établisse un véritable régime d'étalon-or qui est adopté le 29 mars 1897.

## Indemnité de guerre de la Première Guerre mondiale
Après la Première Guerre mondiale qu'elle avait déclenchée et perdue, l'Allemagne fut contrainte par le traité de Versailles de payer des indemnités de guerre massives. Celles-ci devaient s’élever à 132 milliards de marks-or (dont initialement 50 milliards de marks sous forme d'annuités de 2 milliards) selon la somme fixée en avril 1921 par la commission des réparations, cette commission devant évaluer l'état de l'économie allemande avant de mettre en place la suite du paiement. La France récupéra les territoires perdus lors de la guerre de 1870. La Belgique, le Danemark retrouvèrent aussi certaines de leurs régions. L’Allemagne perdit une partie de ses territoires de l'est (Posnanie, district de Dantzig) pour permettre la création de la Pologne. La région allemande de la Sarre demeura sous contrôle administratif international pendant 15 ans. L'Allemagne dut renoncer à son empire colonial. Elle fut aussi soumise à des restrictions militaires, économiques et financières.
En 1932, les alliés renoncèrent à toute indemnité de guerre (moratoire Hoover) car l'Allemagne était durement touchée par la crise financière et économique de 1929. Elle n'aura versé au total que 22,8 milliards de marks-or mais devait toujours honorer ses dettes de guerre qui furent soumises à de fréquents recalculs, comme lors des plans Dawes et Young. Les versements aux débiteurs internationaux furent suspendus après l'avènement d'Hitler. Le 6 mars 1951, le chancelier Konrad Adenauer reconnaît les dettes passées mais l'Accord sur les dettes extérieures allemandes signé à Londres en 1953 réduit la dette de moitié, rééchelonne les paiements sur une longue période et ces derniers sont à nouveau conditionnés à la bonne santé économique de l'Allemagne. En 1983, la RFA rembourse les derniers emprunts d'après-guerre mais la réunification allemande en 1990 réactive une clause de l'accord de Londres concernant le paiement d'intérêts d'emprunts entre 1945 et 1952. Ainsi entre 1990 et 2010, presque 200 millions d'euros sont payés et le 3 octobre 2010, l'Allemagne règle sa dernière dette de paiement de 69,9 millions d'euros.

## Indemnité de guerre de la Seconde Guerre mondiale

### Réparations allemandes
Après la Seconde Guerre mondiale, selon la Conférence de Potsdam tenue du 17 juillet au 2 août 1945, l'Allemagne dut payer aux Alliés 20 milliards de reichsmarks, soit environ 315 millions USD, surtout en termes de machines et d'usines. Les réparations à l'Union soviétique ont été interrompues en 1953.  De plus, conformément à une politique systématique de désindustrialisation et de pastoralisation de l'Allemagne telle que prévue dans le Plan Morgenthau, un grand nombre d'usines civiles ont été démontées pour être transportées en France, en Union soviétique, au Royaume-Uni ou tout simplement détruites.
Après la capitulation allemande et au cours des deux années suivantes, les États-Unis et l'Union soviétique poursuivirent un programme vigoureux de pillage du savoir-faire technologique et scientifique allemand ainsi que des brevets déposés en Allemagne durant la période de guerre. L'historien John Gimbel établit que les « réparations intellectuelles » prises par les États-Unis et le Royaume-Uni se sont élevées à près de 10 milliards de dollars. Citons la méthadone, dont Eli Lilly a acheté le brevet en tant que réparation de guerre pour la somme modique d'un dollar de la firme Hoechst[source insuffisante].
Les réparations allemandes devaient partiellement prendre la forme de travail forcé. En 1947, environ 4 000 000 d'Allemands ont été utilisés pour le « travail de réparation » en Union soviétique, en France, au Royaume-Uni, en Belgique et dans la zone allemande sous contrôle américain.
Cette dette est toutefois annulée en 1953, à la suite de l'accord de Londres sur les dettes, traité d'allégement de dette entre la République fédérale d'Allemagne et ses pays créanciers, signé le 27 février 1953.

### Autres indemnités de guerre
Les autres membres des puissances de l'Axe (la Hongrie, l'Italie, la Roumanie, la Finlande et la Bulgarie) devaient aussi payer après la Seconde Guerre mondiale des indemnités de guerre dont l'étendue était réglée par le traité de Paris (1947).
Tous ont dû céder des territoires acquis au cours de la guerre, et durent payer des sommes d'argent importantes notamment à l'URSS, la Grèce et la Yougoslavie.
Une partie de la Finlande fut utilisée comme une base militaire soviétique.
Selon le traité de San Francisco et des accords bilatéraux, le Japon a accepté de payer environ 10 trillions de yens. Le Japon a accepté de payer des indemnités, conformément aux accords bilatéraux, aux pays et aux victimes de son expansionnisme militaire.

## Indemnité de guerre de l'invasion du Koweït
L'invasion du Koweït par l'Irak dirigé par Saddam Hussein le 2 août 1990 à conduit à la guerre du Golfe qui vit l'émirat libéré fin février 1991.
La résolution 692 du Conseil de sécurité des Nations unies adopté le 20 mai 1991 créer la Commission d’indemnisation des Nations unies.
La Commission a été chargée de gérer les compensations financières dues par l'Irak et proviennent d’une taxe prélevée sur les ventes de pétrole et de produits pétroliers d’Irak. Ce pourcentage a été fixé en application de diverses résolutions du Conseil de sécurité et décisions du Conseil d’administration de la Commission et a été fixé en 2017 à 3%.
2,7 millions de réclamations ont été soumises à la Commission. Le 13 janvier 2022, la Commission a procédé au dernier versement, ce qui porte le montant total des indemnisations versées à 52,4 milliards de dollars américains, soit environ 15 % du total réclamé. Elles ont été accordées à 1,5 million de demandeurs
Son dernier président indique que « la Commission représente le premier exemple réussi de recours permettant à des individus de demander réparation à un État agresseur ».